# Jebba
Jebba este un oraș din statul Kwara, Nigeria. În 2007 avea 22.411 de locuitori.